# Aethriamanta rezia
Aethriamanta rezia là một loài chuồn chuồn ngô thuộc họ Libellulidae. Nó được tìm thấy ở Angola, Botswana, Cộng hòa Dân chủ Congo, Bờ Biển Ngà, Gambia, Ghana, Guinea, Kenya, Liberia, Madagascar, Malawi, Mozambique, Namibia, Nigeria, Sénégal, Nam Phi, Tanzania, Togo, Uganda, Zimbabwe, và có thể cả Burundi. Môi trường sống tự nhiên của chúng là rừng ẩm vùng đất thấp nhiệt đới hoặc cận nhiệt đới, moist và xavan khô, vùng cây bụi ẩm và khô khu vực nhiệt đới hoặc cận nhiệt đới, sông ngòi, đầm nước, và other đất ngập nước.